# Tân Quới Trung
Tân Quới Trung là một xã cũ thuộc huyện Vũng Liêm, tỉnh Vĩnh Long, Việt Nam.

## Địa lý
Xã Tân Quới Trung có diện tích 14,87 km², dân số năm 1999 là 8.686 người, mật độ dân số đạt 584 người/km².

## Hành chính
Xã Tân Quới Trung được chia thành 9 ấp: Cái Trôm, Đập Thủ, Nhì, Nhứt, Quang Diệu, Quang Hiệp, Rạch Đôi, Tân Đông, Tân Quới.